# نادي تدريب الدماغ
ويستند برنامج نادي تدريب الدماغ على مفهوم أن الناس المتعلمين تلقائيين ويمكن التغلب على تلك التحديات للتعلم من خلال تنفيذ بعض الحركات الممتعة، وهو الاستخدام الذي - بمرور الوقت - سيحسن الاستقرار، والتنقل، والتنسيق الحسي. تكرار انشطة نادي تدريب الدماغ 26 (كل منها يستغرق حوالي دقيقة واحدة للقيام به، ويتناول كل منها مختلف مهارات التعلم)، ويقال لتعزيز المرونة، تنظيم اشتراك العينين، ومهارات اليد والعين، وهكذا «تنشيط الدماغ للتخزين الأمثل واسترجاع المعلومات.» 
موقع نادي تدريب الدماغ يشير إلى أكثر من مائة دراسة تجريبية، ودراسات الحالة، والتقارير القصصية، اقيمت مع الناس من جميع الأعمار والقدرات، وتتكتشف على سبيل المثال لا الحصر:: الآثار المترتبة على الأنشطة في مجالات مثل القراءة والكتابة، والذاكرة، والقلق المبلغ عنه ذاتيا، وتوتر العين والعضلات المتعلقة بالحاسوب. وقد كتب العديد من الكتب التي تصف البحوث ودراسات الحالة التي يتم فيها استخدام أنشطة نادي تدريب الدماغ وقد استفادت فئات معينة من السكان، بمن فيهم الأطفال المتماثلين للشفاء من إصابات الحروق، وكذلك المشخصين بمرض التوحد.
تعرض النادي لانتقادات منها أنه من العلوم الزائفة لعدم وجود إشارات واضحة لعدد قليل من نظرياته، وعدم وجود بحوث لاستعراض الأقران بأن القيام بالنشاطات له تأثير على الأكاديميين (تم القيام به معظم الدراسات التجريبية ودراسات الحالة المذكورة أعلاه بشكل مستقل، طوعا، ودون منح، وليس لديها مصلحة مراجعة النظراء). ونشرت طبعة جديدة من الكتاب في عام 2010، مع تحديثات للنظريات التربوية والعصبية، وقصص سردية من مختلف أنحاء العالم حول كيفية استخدام الناس لأنشطة التعلم لخلق تعلم ديناميكي.
وقد أدرج نادي تدريب الدماغ 26، والذي يستخدمه الناس من كل الأعمار، في العديد من البرامج الرياضية والتعليمية والمشاريع التجارية وبرامج كبار السن في الولايات المتحدة وكندا وجميع أنحاء العالم. كما أنها تستخدم على نطاق واسع في المدارس الحكومية البريطانية.

## وصلات خارجية
- [الموقع «الرسمي الدماغ الصالة الرياضية» http://www.braingym.org/]
- [القاموس http://www.skepdic.com/braingym.html «المشككين»: الدماغ الصالة الرياضية]
- الشعور حول الدماغ الصالة الرياضية، الترجمة الإسبانية لمنشور «حول معنى العلم» الأصلي، بواسطة "رابطة Escéptica دي شيلي" (المتشككين المجتمع الشيلي).